# William H. Macy
William Hall Macy, Jr. (Miami, 13 de março de 1950) é um ator estadunidense. Sua carreira cinematográfica foi construída em aparições em pequenos filmes independentes, embora ele também tenha aparecido em filmes convencionais. Macy ganhou dois Emmy Awards e quatro Screen Actors Guild Awards, enquanto sua atuação em Fargo rendeu uma indicação ao Óscar de Melhor Ator Coadjuvante. De 2011 a 2021, ele interpretou Frank Gallagher, personagem principal de Shameless, uma adaptação da Showtime da série de televisão britânica homônima. Macy é casado com Felicity Huffman desde 1997.

## Biografia
Macy nasceu em Miami, Flórida, e cresceu na Geórgia e Maryland. Seu pai, William Hall Macy Sr. (1922–2007), foi condecorado com a Distinguished Flying Cross e uma Air Medal por pilotar um bombardeiro B-17 Flying Fortress na Segunda Guerra Mundial. Mais tarde, ele dirigiu uma empresa de construção em Atlanta, Geórgia, e trabalhou para a Dun & Bradstreet antes de assumir uma agência de seguros com sede em Cumberland, Maryland, quando Macy tinha nove anos. Sua mãe, Lois (nascida Overstreet; 1920–2001), era uma viúva de guerra que conheceu o pai de Macy depois que seu primeiro marido morreu em 1943. Macy a descreveu como uma "bela do sul".